# Lingua petjo
Il Petjo (noto anche come Petjoh, Petjok, Pecok) è una lingua creola che deriva dalla commistione di olandese, giavanese e betawi. È la lingua propria del gruppo etnico degli Indo, individui di origine mista olandese-indonesiana. 
Attualmente le maggiori comunità di Indo si trovano in Indonesia, nei Paesi Bassi e negli Stati Uniti. Si teme che il petjo possa estinguersi entro la fine di questo secolo.
Il petjo non va confuso con lo javindo, altra lingua creola basata sull'olandese usata un tempo in Indonesia ed estintasi nel corso del XX secolo.